# Gruppenführer

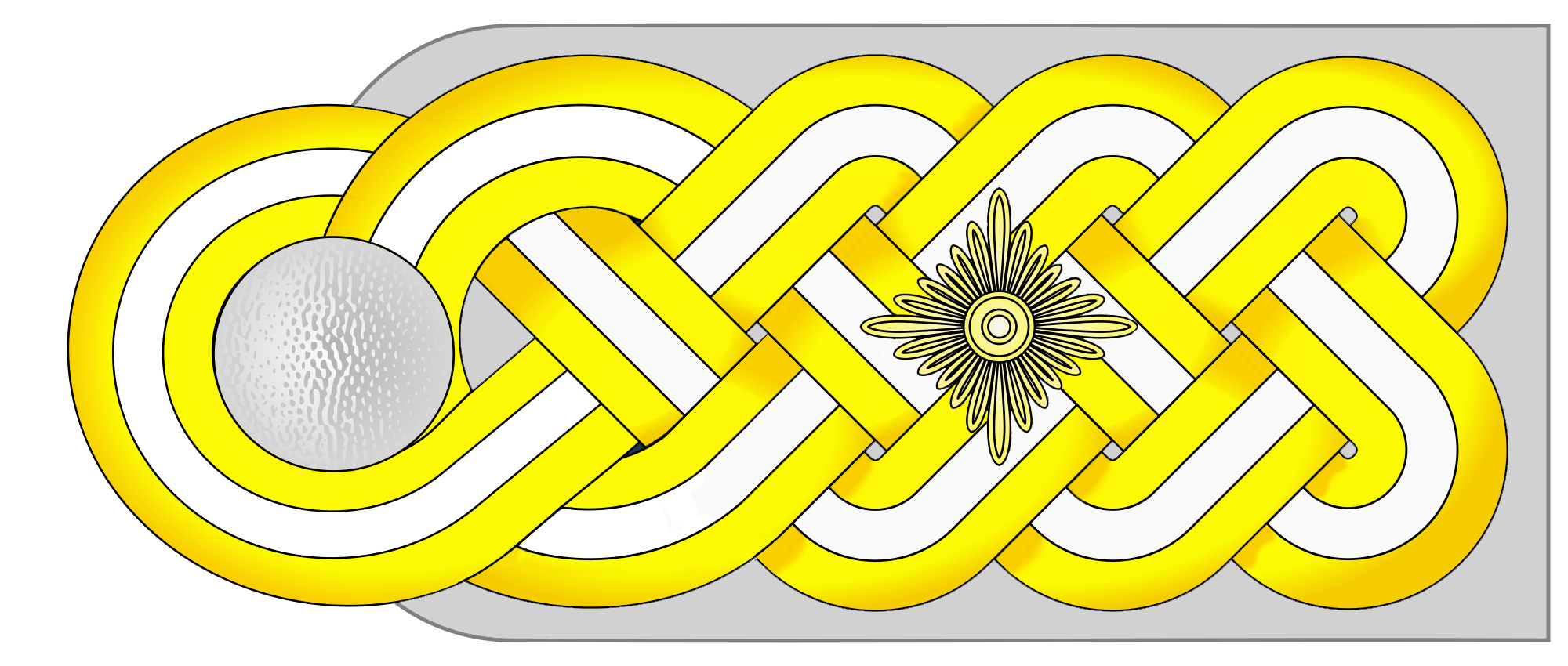
Galón de SS-gruppenführer

Emblema de cuello de un SS-gruppenführer

En aviación militar, Gruppenführer (literalmente, jefe de grupo) es el cargo que ocupa el jefe de escuadrilla. En el ejército alemán se denomina así al jefe de un pelotón (grupo de 8 a 12 hombres).
En la Segunda Guerra Mundial también fue un rango militar de las Sturmabteilung (SA, Sección de asalto) y de las Schutzstaffel (SS), así como de las Waffen-SS, todas organizaciones vinculadas al Partido Nacionalsocialista y a Alemania durante el período de 1925 a 1945.
Si un gruppenführer pertenecía a las Waffen-SS llevaba doble graduación, por lo que el rango figuraba en el escalafón como:
SS-Gruppenführer und Generalleutnant der Waffen-SS. En caso de pertenecer a cuerpos de policía, su rango se designaba como: SS-Gruppenführer und Generalleutnant der Polizei. La razón de la doble graduación procede de que en el campo de batalla a veces unidades del Heer (Ejército regular) terminaban siendo comandadas por generales de las SS, o al revés, unidades de las Waffen-SS terminaban estando al mando de generales del Ejército regular. Para solucionar esto, Heinrich Himmler dictó un decreto que hacía que los generales de las SS que pertenecían a las Waffen-SS y cuerpos policiales llevaran, además del grado de las SS, su equivalencia respectiva, ya que los miembros del Heer (Ejército) y de la policía que no eran de las SS se confundían con el sistema de graduaciones de las Schutzstaffel, pero el llevar la equivalencia no indicaba más jerarquía. Además, se debía tener el grado de SS-brigadeführer para que se aplicara lo de la equivalencia.
El rango de gruppenführer equivalía a teniente general. En otros ejércitos podría equivaler al general de división, que actualmente existe en los ejércitos de España o los de Latinoamérica. Es superior al de mayor general (brigadeführer) e inmediatamente inferior al de general (obergruppenführer).
Para julio de 1935 había 29 oficiales con este rango, a finales de 1938 había 51 oficiales, llegando a los 61 en 1944.

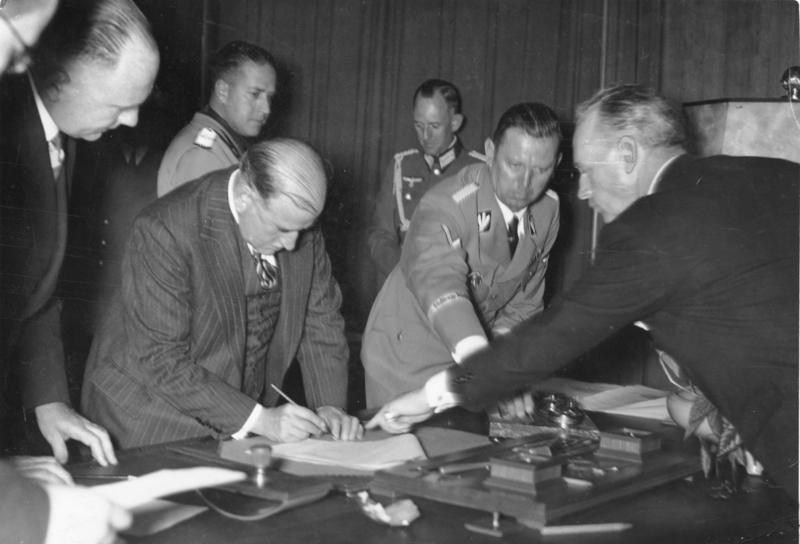
Julius Schaub, edecán de Adolf Hitler, con uniforme de SS-gruppenführer.

- Datos: Q19007787
- Multimedia: Rank badges of SS Gruppenführer / Q19007787